# Sapheopipo
Sapheopipo is een monotypisch geslacht van vogels uit de familie spechten (Picidae). De enige soort is Sapheopipo noguchii (okinawaspecht). In 2016 is de soort in het geslacht Dendrocopos geplaatst.